# Davide Di Gennaro
Davide Di Gennaro (Milaan, 16 juni 1988) is een Italiaans betaald voetballer die doorgaans als aanvallende middenvelder speelt. Hij verruilde Cagliari in juli 2017 transfervrij voor SS Lazio.

## Clubcarrière
Di Gennaro is afkomstig van de jeugdopleiding van AC Milan. Op 19 mei 2007 maakte hij op achttienjarige leeftijd zijn debuut voor de club, als invaller voor Alessandro Costacurta in een wedstrijd tegen Udinese. In het seizoen 2007/08 werd Di Gennaro uitgeleend aan Bologna, dat toen uitkwam in de Serie B, om speeltijd en ervaring op te doen.
Op 29 mei 2008 werd Di Gennaro betrokken bij een spelersruil tussen AC Milan en Genoa. Marco Borriello ging bij AC Milan spelen en Di Gennaro Milan maakte de omgekeerde stap. Milan en Genoa zouden beiden de contractrechten houden op Di Gennaro en samen de toekomst van de speler bepalen, een constructie die in Italië meer gebruikt wordt. Voor Di Gennaro bij Genoa zou spelen werd hij echter eerst nog een jaar uitgeleend aan Reggina Calcio in de Serie A, waar hij uitgroeide tot vaste kracht in het elftal.
Op 27 juni 2009 werd de contractconstructie rond Di Gennaro opgeheven door middel van een blinde veiling, waarbij beide clubs een geheim bod uitbrachten bij de Italiaanse voetbalbond om het contractdeel bij de andere partij over te nemen. AC Milan bracht het hoogste bod uit, waardoor de speler op vaste basis terugkeerde bij de club.

## Clubstatistieken
| Seizoen   | Club             | Competitie | Duels | Goals |
| --------- | ---------------- | ---------- | ----- | ----- |
| 2006/2007 | AC Milan         | Serie A    | 1     | 0     |
| 2007/2008 | → Bologna        | Serie B    | 22    | 2     |
| 2008/2009 | → Genoa          | Serie A    | 1     | 0     |
| 2008/2009 | → Reggina Calcio | Serie A    | 24    | 1     |
| 2009/2010 | AC Milan         | Serie A    | 0     | 0     |
| 2009/2010 | → AS Livorno     | Serie A    | 11    | 0     |
| 2010/2011 | → Padova         | Serie B    | 17    | 5     |
| 2011/2012 | → Modena FC      | Serie B    | 32    | 10    |
| 2012/2013 | Spezia Calcio    | Serie B    | 34    | 9     |
| 2013/2014 | Palermo          | Serie B    | 14    | 2     |
| 2014/2015 | → Vincenza       | Serie B    | 39    | 4     |
| 2015/2016 | Cagliari         | Serie B    | 31    | 4     |
| 2016/2017 | Cagliari         | Serie A    | 20    | 2     |
| 2017/2018 | SS Lazio         | Serie A    | 1     | 0     |

## Interlandcarrière
Om 18 november 2008 maakte Di Gennaro zijn debuut voor Italië onder 21 in een vriendschappelijk duel tegen Duitsland.

## Erelijst
US Palermo
- Serie B

2013/14
 Cagliari Calcio
- Serie B

2015/16